# Nuvelă
Nuvela este o specie a genului epic în proză, de dimensiuni medii, cuprinse între schiță și roman, cu un singur fir narativ, urmărind un conflict unic, concentrat, în care relativ puține personaje sunt antrenate în derularea unor evenimente, cu intrigă riguros construită, accentul fiind pus mai mult pe definirea personajului decât pe acțiune.

## Etimologie
Termenul de nuvelă provine din franceză (nouvelle) și înseamnă „noutate”. În limba franceză a pătruns din limba italiană, din novella, care însemna exact același lucru. Di Francia, un teoretician literar italian, scria că meritul nuvelistului constă tocmai în capacitatea de a ști „să aleagă subiecte interesante, să le adapteze cu abilitate scopurilor sale și, mai ales, să imprime semnătura de neșters a stilului, culturii și artei lui asupra unei materii care, înainte să încapă pe mâinile sale, fie nu avea o fizionomie proprie, fie avea una foarte diferită”.

## Tipuri de nuvele
-După criteriile comune ale subiectului cu modalitatea lui de realizare:
- istorice
- psihologice
- fantastice
- filozofice
- anecdotice

-După curentele literare în care se înscriu ca formulă compozițională:
- renascentiste
- romantice
- realiste
- naturaliste

## Nuvela istorică
Schema oricărei nuvele clasice, istorice are patru timpi:
1. O prezentare a locului unde se desfășoară acțiunea și a personajelor
2. Un eveniment care modifică situația
3. O serie de acțiuni puse în pericol de acest eveniment cheie
4. Un deznodământ care stabilește noua situație

Primele două etape se pot confunda dar și alte combinații sunt posibile.
Guy de Maupassant, și povestirile din Les contes de la Bécasse, ale lui Honoré de Balzac sunt exemple de nuvele istorice. Nuvela Alexandru Lăpușneanul e poate cel mai cunoscut exemplu de nuvela istorică din literatura română.

## Nuvela psihologică
- rolul conflictului interior (plasarea situației conflictuale în conștiința personajului)
- prezentarea tensiunilor sufletești
- transformările (sufletești, morale, comportamentale) suferite de personaje în evoluția conflictului
- evoluția raporturilor dintre personaje
- mijloacele de investigație psihologică
- aspecte ale stilului
Exemple: 
Moara cu noroc de Ioan Slavici și 
În vreme de război de I.L.Caragiale

## Nuveliști celebri

### Străini
- Jorge Luis Borgès
- Dino Buzzati
- Albert Camus
- Julio Cortázar
- Anton Pavlovici Cehov
- William Faulkner
- Stephen King
- Ernest Hemingway
- Katherine Mansfield
- Guy de Maupassant
- J. D. Salinger
- H.P. Lovecraft

### Români
- I.L. Caragiale
- Mircea Eliade
- Mihai Eminescu
- Nicolae Filimon
- Anton Holban
- Fănuș Neagu
- Constantin Negruzzi
- Alexandru Odobescu
- Hortensia Papadat-Bengescu
- Dumitru Radu Popescu
- Ion Popovici-Bănățeanu
- Marin Preda
- Liviu Rebreanu
- Mihail Sadoveanu
- Ioan Slavici
- Bogdan Suceavă
- Radu Tudoran
- Nicolae Velea
- Emil Gârleanu

## Nuveletă
Nuveleta este o nuvelă foarte scurtă sau o povestire mai lungă. Premii acordate nuveletelor iau în considerare lucrări scrise cu 7500 - 17500 cuvinte.